# Miguel Alexandre Jesus Rosa
Miguel Alexandre Jesus Rosa (Lisbona, 13 gennaio 1989) è un calciatore portoghese, centrocampista del Sintrense.

## Caratteristiche tecniche
È un trequartista capace anche di agire ai lati di un tridente offensivo.

## Carriera

### Club

#### Benfica
Nato a Lisbona, Miguel Rosa entra nel vivaio del Benfica a nove anni, nel 1998. Nella stagione 2006-2007, nel corso di un'amichevole post-stagionale contro l'AEK Atene, l'allenatore Fernando Santos lo fa entrare al posto della leggenda lusitana Rui Costa. Tornato ai ranghi delle giovanili, segna diciotto reti nel 2007-2008, alla fine dell'ultimo anno da juniores.

#### Estoril Praia
Nel 2008-2009 viene prestato all'Estoril Praia, in Segunda Liga, con cui debutta tra i professionisti il 31 agosto 2008, giocando 17 minuti dell'incontro terminato 0-0 in casa dell'Oliveirense. Viene premiato dalla lega come miglior giovane del mese di dicembre 2008. Alla fine di questa esperienza, la prima di Rosa tra i pro, il giocatore colleziona 21 gettoni e tre reti in campionato.

#### Carregado
Tornato alla base nel 2009, il Benfica lo presta comunque ad un'altra compagine di seconda divisione, il Carregado. La stagione è migliore della precedente in termini realizzativi (13 marcature complessive) ma il Carregado finisce ultimo in classifica e non può evitare la retrocessione in terza serie al termine della Segunda Liga 2009-2010.

#### Belenenses
Per il 2010-2011 il Benfica lo cede temporaneamente al Belenenses. A Belém Rosa viene impiegato perlopiù come seconda punta, più che come centrocampista offensivo. Termina l'annata con undici reti segnate in tutte le competizioni e, a livello individuale, viene premiato "Giocatore dell'anno" dalla Federcalcio portoghese.
Nell'estate 2011 viene richiamato dal Benfica, insieme ad altri giovani canterani encarnados come Nélson Oliveira, Rúben Pinto e David Simão. Nonostante questo primo riavvicinamento, il Belenenses comunica il prolungamento del prestito del giocatore per un'altra stagione. Anche nella Segunda Liga 2011-2012 Rosa rimane molto prolifico in termini di gol, tanto da venire premiato "Miglior rivelazione" alla fine dell'anno.

#### Benfica B
Dopo essere stato vicino al trasferimento al Vitória Setúbal Rosa rimane al Benfica, aggregandosi alla squadra riserve del Benfica B, di cui diventa il capitano. Il 27 ottobre 2012 viene convocato dall'allenatore della prima squadra, Jorge Jesus, per la sfida di Primeira Liga contro il Gil Vicente, ma rimane in panchina tutta la partita e non scende in campo. Al termine della Segunda Liga 2012-2013 col Benfica B è il miglior marcatore della sua squadra con 17 reti e viene nominato miglior giocatore del campionato per la seconda volta in carriera.

#### Ritorno al Belenenses
Il 2 agosto 2013 il Benfica lo cede a titolo definitivo al Belenenses, ritornandovi dopo un solo anno. Il giocatore sottoscrive un contratto quinquennale con la squadra lisbonese. Il 18 agosto 2013 Rosa debutta in Primeira Liga, sostituendo Fredy negli ultimi trenta minuti della sfida persa 0-3 contro il Rio Ave all'Estádio do Restelo.
La sua rete del 13 marzo 2016 contro il Braga (partita vinta 3-0) è stato votato miglior gol del mese. Nella stessa annata esordisce anche in campo europeo, nel corso della fase a gironi dell'Europa League 2015-2016. Il Belenenses termina le stagioni 2015-2016 e 2016-2017 rispettivamente al nono e al quattordicesimo posto. Rosa rimarrà a Belém per altri sei mesi, fino alla prima parte della Primeira Liga 2017-2018, e in quattro anni e mezzo dal suo ritorno ha collezionato in totale 104 presenze e 17 reti.

#### Cova da Piedade
Nel gennaio 2018 firma un contratto da un anno e mezzo col Cova da Piedade, scendendo così in seconda divisione, avendo prima rifiutato offerte pure di squadre di Primeira Liga. Terminata l'annata al nono posto, Rosa rimane nella squadra di Almada fino alla fine della stagione 2018-2019.
Scaduto il contratto e rimasto senza squadra, a gennaio 2020 il giocatore si aggrega nuovamente al Cova da Piedade, rimanendovi fino al termine della stagione. Il 9 settembre 2020 è uno dei parecchi giocatori del club a cui viene rinnovato il contratto ma a conclusione della Segunda Liga 2020-2021, nonostante l'undicesimo posto in classifica, il Cova da Piedade viene retrocesso d'ufficio in terza serie per non aver fornito una documentazione valida riguardo alle licenze per la stagione successiva.

#### Estrela Amadora
Il 6 luglio 2021 Rosa si accorda con l'Estrela Amadora, club neopromosso in Segunda Liga.

### Nazionale
Già selezionato per le nazionali portoghesi under-17 e under-18, Rosa è stato eletto miglior giocatore del Torneo internazionale di Oporto 2008 col Portogallo under-19.

## Palmarès

### Individuale
- Capocannoniere della Coppa di Lega portoghese: 1

2011-2012 (4 reti)